# Sékou Fofana
Sékou Mamadou Fofana (Conakry, 26 settembre 1980) è un ex calciatore guineano naturalizzato maliano, di ruolo difensore.